# Sinagoga di Asmara
La sinagoga di Asmara (in ebraico בית הכנסת של אסמרה‎?, in arabo معبد أسمرا‎?) è una sinagoga situata nel centro storico di Asmara, capitale dell'Eritrea.
Nel luglio 2017 l'edificio, insieme ad altri palazzi storici della capitale eritrea, è stato inserito dall'UNESCO nel sito patrimonio dell'umanità denominato "Asmara: una città modernista dell'Africa".

## Storia
L'edificio, costruito nel 1906 durante l'epoca coloniale italiana nell'attuale via Haile Mariam Mammo, costituisce l'ultima testimonianza della comunità ebraica eritrea. L'intero complesso include la sala di culto, un cimitero in cui sono sepolte circa 150 persone (inclusa una brigata britannica caduta nella seconda guerra mondiale durante uno scontro contro soldati italiani) e una scuola.
La sinagoga poteva ospitare tra i 60 e i 150 fedeli e fino agli anni 1950 serviva una comunità ebraica di circa 500 persone ad Asmara. Con la nascita dello stato di Israele molte famiglie emigrarono. In seguito all'avvento del regime del Derg nel 1975, l'edificio perse la sua funzione religiosa quando gli ultimi 100 ebrei e l'ultimo rabbino della comunità ebraica dell'Eritrea lasciarono il paese.

## Descrizione
La facciata dell'edificio, in stile neoclassico, è ricoperta interamente da mosaici di ceramica bianca e caratterizzata da un rosone centrale con la stella di Davide. A fianco dell'ingresso, vi sono due nicchie in cui sono rappresentate la menorah (candelabro a sette bracci) e la torah (tavole della legge). L'edificio è circondato da mura chiuse da un cancello in ferro battuto con decorazioni ebraiche.

## Filmografia
- Marco Cavallarin e Marco Mensa, Shalom Asmara, Italia-Eritrea, 2004.
- Dova Cahan, Viaggio di un sionista dalla Romania all'Eritrea, 2010.